# Interscope Records
Interscope Records je američka diskografska kuća koja je u vlasništvu Universal Music grupe. Interscope upravlja jednom trećinom grupe Interscope-Geffen-A&M, koja je također u vlasništvu Universal Music grupe.

## Povijest
Interscope je 1990. godine osnovao Jimmy Iovine i Ted Field iz Interscope Communicationsa zajedno s novčanom pomoći diskografske kuće Atlantic Records (koja posjeduje 53% tvrtke). U početku je distributer bio Atlantic Records s podružnicom East West Records. Osnivači diskografske kuće također su bili producenti John McClain i Beau Hill.
Originalno usmjerenje diskografske kuće bilo je na hip hop glazbi, a sredinom 2000-ih raspon se počeo širiti, u mjeri koja je zahvatila rock glazbenike kao što su Nine Inch Nails, Marilyn Manson, Limp Bizkit, No Doubt, te kasnije i latino grupu Kings Of Flow.
Godine 1998. Geffen Records i A&M Records su spojeni zajedno u Interscope. Godine 2004. diskografska kuća DreamWorks Records također je bila pripojena Interscopeu, te je na osnovu toga nastala kompanija Interscope-Geffen-A&M. Nakon toga u diskografsku kuću su došli izvođači kao što su Blink-182, Papa Roach, Rise Against, Nelly Furtado, Lifehouse, AFI, The All-American Rejects, Jimmy Eat World i Rufus Wainwright. Godine 2005. Interscope je pokrenuo Cherrytree Records za nastajanje novih izvođača. Godine 2007. dogovoreno je partnerstvo između Interscopea i Justin Timberlakeove diskografske kuće Tennman Records.

## Vanjske poveznice
- Službena stranica
- Intervju s Jimmyjem Iovineom  Arhivirana inačica izvorne stranice od 16. veljače 2012. (Wayback Machine)
- Intervju s Markom Williamsom